# Orimarga (Orimarga) sherpa
Orimarga (Orimarga) sherpa is een tweevleugelige uit de familie steltmuggen (Limoniidae). De soort komt voor in het Oriëntaals gebied.